# Agnieszka Korzeniowska
Agnieszka Korzeniowska (ur. 1970 w Chrzanowie) – aktorka filmowa i teatralna.

## Życiorys
W 1995 roku ukończyła studia na Wydziale Aktorskim PWST w Krakowie. Na scenie teatralnej zadebiutowała w roli fałszywej Garbo w sztuce „Peepshow” George’a Tabori (reż. Henryk Baranowski) w Teatrze Rozmaitości w Warszawie (1995). Występowała w teatrach: Rozmaitości w Warszawie (1995), Wybrzeże w Gdańsku (1995–1997), a także w Krakowie: Starym (1998), Mniejszym (1999), STU (1999), Teatrze Łaźnia Nowa (2018) oraz Barakah (2019). Od roku 1999 pracuje w Teatrze Nowym w Łodzi.

## Role filmowe
- 1983: Niedzielne igraszki
- 1993: Lista Schindlera jako dziewczyna z getta
- 1994: Spis cudzołożnic jako recepcjonistka
- 2001–2002: Adam i Ewa jako Kamila Kłos (serial TV)
- 2003–2005: Sprawa na dziś jako Anna Wyrzykowska (serial TV)
- 2005: Niania jako Viola (serial TVN, odc. 9)
- 2005–2007: Biuro kryminalne; cz. 1 i 2 jako Marzena Rawicz (serial TVP 2)
- 2006: Kochaj mnie, kochaj! jako Joanna Staszewska-Kerry (serial TV)
- 2006: Pensjonat pod Różą jako Ula (serial TV)
- 2006: Pierwsza miłość jako Marta (serial TV)
- 2007: I kto tu rządzi? jako Anna (serial TV)
- 2010: Majka jako prawnik (serial TV)
- 2010: Pierwsza miłość jako Joanna Brzozowska (serial TV)
- 2011: Plebania jako Paulina (serial TV)
- 2011: Na dobre i na złe jako Olga Szczepan (serial TV)
- 2011: Komisarz Alex jako Anna Morawska (serial TV, odc. 7)
- 2012: Julia jako pracownica ASP (serial TV, odc. 157)
- 2014: Na sygnale jako żona (serial TV, odc. 41)
- 2015: Na Wspólnej jako matka Elizy (serial TV)
- 2017: W rytmie serca jako matka Marka Zaborowskiego (serial TV, odc.13)
- 2018: Ślad jako Teresa Wielorzewska (serial TV, odc.27)
- 2019: Zakochani po uszy jako urzędniczka Urzędu Stanu Cywilnego (odc.89)
- 2020: Clickbait jako rozwódka Wenus Borkowska (film krótkometrażowy)

Źródło.

## Role teatralne
- 1995: Peepshow, G. Tabori, reż. H. Baranowski (rola: Fałszywa Garbo), T. Rozmaitości, Warszawa
- 1995: Penetsilea, H. Kleist, reż. H. Baranowski (rola: Asteria), Kunstlerhaus Bethanien, Berlin
- 1995: Stacyjka, U. Marino, reż. J. Stuhr (rola: Flavia), PWST Kraków
- 1996: Chłopcy, S. Grochowiak, reż. B. Sass (rola: Siostra Maria), T. Wybrzeże-Sopot
- 1998: Lunatycy cz.1 i 2, H. Broch, reż. K. Lupa (rola: Dziewczyna z Lazaretu), T. Stary, Kraków
- 1999: Śluby panieńskie, A. Fredro, reż. I. Janiszewski (rola: Klara), T. Stu, Kraków
- 1999: Prorok Ilja, T. Słobodzianek, reż. M. Grabowski (rola: Olga), T. Nowy, Łódź
- 2000: Zamęt albo Hurlyburly, D. Rabe, reż. J. Orłowski (rola: Darlene), T. Nowy, Łódź
- 2000: Głód, K. Hamsun, reż. P. Miśkiewicz (rola: Ylayali), T. Nowy, Łódź
- 2000: Król Lear, W. Shakespeare, reż. M. Grabowski (rola: Regana), T. Nowy, Łódź
- 2001: Zazdrość, E. Villar, reż. K. Figura (rola: Yana), T. Nowy, Łódź
- 2005: Szalona Greta, S. Grochowiak, reż. M. Pasieczny (rola: Clelia), T. Nowy, Łódź
- 2006: Małe zbrodnie małżeńskie, E.E. Schmitt, reż. K. Deszcz (rola: Lisa), T. Nowy, Łódź
- 2007: Wszystko z miłości, A. Ayckbourn, reż. J. Zelnik (rola: Barbara), T. Nowy, Łódź
- 2007: Królewicz i żebrak, M. Twain, reż. D. Wiktorowicz (rola: Lady Edyta), T. Nowy, Łódź
- 2010: Pół żartem, pół sercem, reż. W. Nurkowski (rola: Meg), T. Ludowy, Kraków
- 2010: Disneyland, S. Dygat, reż, J. Tumidajski (rola: Helena), T. Ludowy, Kraków
- 2010: Złodziej, E. Chappell, reż. M. Pasieczny (rola: Barbara), T. Nowy, Łódź[2]
- 2012: Kokolobolo, R. Urbański, reż. J. Głomb (rola: Erika Reinhardt), T. Nowy, Łódź
- 2015: Zjednoczenie dwóch Korei, J. Pommerat, reż. Ł. Gajdzis (rola: Kobieta, Asia), T. Fredry, Gniezno
- 2017: Czego nie widać, M. Frayn, reż. P. Dangel (rola: Belinda Blair), T. Nowy, Łódź
- 2017: Fabryka muchołapek, A.Bart, reż: A. Bart (rola: Regina Rumkowska), T. Nowy, Łódź
- 2018: Ślubu nie będzie, R. Cooney & J.Chapman, reż. P. Pitera (rola: Urszula Westerby), T. Nowy, Łódź
- 2018: Całe życie, J. Oparek, reż. S. Myłek (rola: Agnes) T. Łaźnia Nowa, Kraków
- 2019: Utracona cześć Barbary Radziwiłłówny, J.Murawski, reż: A. Puszcz (rola: Twardowska/Twardowski), T. Nowy, Łódź
- 2022: Wielki teatr świata, P. Calderon de la Barca, reż: C. Tomaszewski (rola: Autor), T. Nowy, Łódź
- 2023: Hamlet we wsi Głucha Dolna, reż: R. Talarczyk (rola: Maria Miś), T. Nowy, Łódź